# الهيئة العامة للمناطق الاقتصادية الخاصة والمناطق الحرة

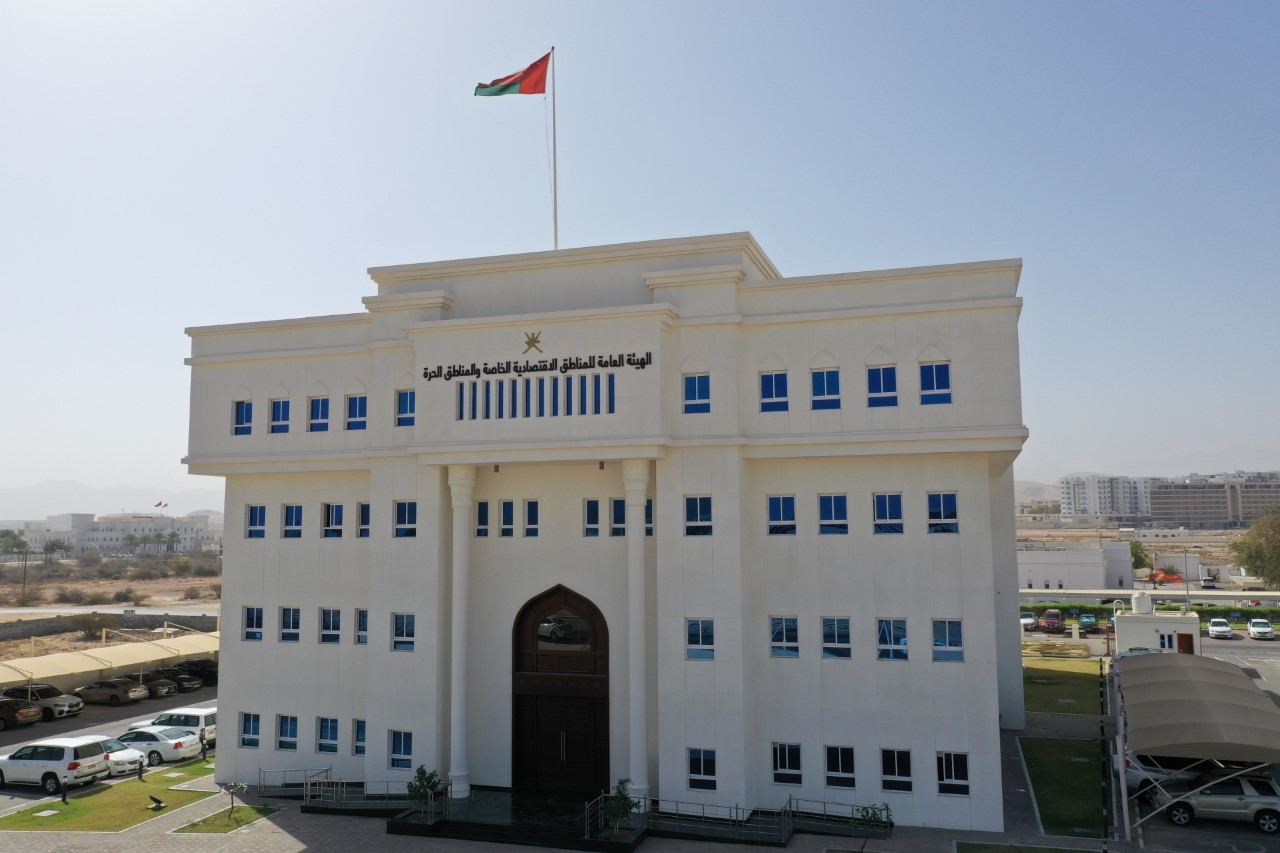
واجهة المبنى الرئيسي للهيئة في محافظة مسقط

الهيئة العامة للمناطق الاقتصادية الخاصة والمناطق الحرة هي هيئة عمانية أنشئت بموجب المرسوم السلطاني رقم 105/202 وبموجبه تتمتع الهيئة بالشخصية الاعتبارية وبالاستقلال المالي والإداري وتتبع مجلس الوزراء العماني، يقع المقر الرئيس للهيئة في محافظة مسقط، كما أجاز المرسوم للهيئة إنشاء فروع لها في المحافظات المختلفة في سلطنة عمان أو مكاتب خارج السلطنة.
وبموجب المرسوم السلطاني آلت إلى الهيئة كافة المخصصات والأصول والحقوق والالتزامات والموجودات الخاصة بهيئة المنطقة الاقتصادية الخاصة بالدقم الملغاة بموجب المرسوم السلطاني رقم 105/2020.

## نبذة
وتتولى الهيئة الإشراف على المنطقة الاقتصادية الخاصة بالدقم، كما تشرف على ثلاث مناطق حرة هي: المنطقة الحرة بالمزيونة (التي تشغّلها المؤسسة العامة للمناطق الصناعية - مدائن )، والمنطقة الحرة في صلالة (التي تشغّلها شركة صلالة للمنطقة الحرة)، والمنطقة الحرة في صحار (التي تشغّلها شركة ميناء صحار والمنطقة الحرة)، وأي منطقة اقتصادية خاصة أو منطقة حرة أخرى يتم إنشاؤها مستقبلا في سلطنة عمان ويعهد إلى الهيئة الإشراف عليها.

## مجلس الإدارة
ويتولى رئيس الهيئة العامة للمناطق الاقتصادية الخاصة والمناطق الحرة منصب رئيس مجلس الإدارة أيضا، ويشغله حالياً د. علي بن مسعود السنيدي، وذلك بموجب المرسوم السلطاني رقم رقم 112/2020 

## اختصاصات الهيئة
تختص الهيئة بما يلي:
1. اقتراح السياسات والخطط الاستراتيجية المتعلقة بالمناطق الاقتصادية الخاصة والمناطق الحرة.
2. تنفيذ، ومتابعة، وتقييم السياسات والخطط الاستراتيجية المعتمدة.
3. إعداد الدراسات والخطط والبرامج ذات الصلة باختصاصات الهيئة.
4. الإشراف على جميع المناطق الاقتصادية الخاصة والمناطق الحرة.
5. اقتراح إنشاء المناطق الاقتصادية الخاصة والمناطق الحرة.
6. تنظيم البيئة الاستثمارية، والرقابة عليها.
7. الترويج لفرص الاستثمار في سلطنة عمان وخارجها، بالتنسيق مع جهات الاختصاص.
8. تقرير حق الانتفاع على الأراضي المملوكة للدولة، وذلك دون التقيد بأحكام المرسوم السلطاني رقم 5/81 بتنظيم الانتفاع بأراضي السلطنة.
9. تطبيق نظام المحطة الواحدة في المناطق الاقتصادية الخاصة والمناطق الحرة.
10. إصدار جميع أنواع التراخيص والموافقات والشهادات التي تتعلق بممارسة الأنشطة الاقتصادية في المناطق الاقتصادية الخاصة والمناطق الحرة.
11. توفير وتطوير الخدمات وإنشاء المرافق العامة اللازمة داخل المناطق الاقتصادية الخاصة والمناطق الحرة وذلك بمراعاة أحكام القوانين والنظم المعمول بها في شأن الخدمات والمرافق المشار إليها.
12. تحديد الأنشطة والمشـروعات التي يمكن مزاولتها في المناطق الاقتصادية الخاصة والمناطق الحرة.
13. الموافقة على تأسيس الشركات وفقا للقوانين المعمول بها بغرض تطوير المناطق الاقتصادية الخاصة والمناطق الحرة، أو إدارة أو تنمية أو تطوير قطاعاتها الأساسية، أو الترويج لها.
14. الموافقة على اتفاقيات الامتياز في المناطق الاقتصادية الخاصة، والمناطق الحرة قبل إبرامها.
15. التنسيق مع الجهات المختصة للتأكد من أداء التزاماتها الناشئة عن اتفاقيات الامتياز.
16. التنسيق مع الجهات المختصة لتوفير خدمات الأمن والطوارئ داخل المناطق الاقتصادية الخاصة والمناطق الحرة.
17. تحديد نسب التعمين الواجب الالتزام بها داخل المناطق الاقتصادية الخاصة والمناطق الحرة.
18. وضع القواعد المنظمة لحركة البضائع، وتنقل الأشخاص من وإلى المناطق التابعة.
19. اقتراح مشـروعات القوانين والمراسيم السلطانية، وإصدار اللوائح والقرارات ذات الصلة باختصاصات الهيئة.
20. تعزيز، وتطوير التعاون في الاختصاصات المتعلقة بالهيئة مع غيرها من الجهات المعنية في الدول والمنظمات والمؤسسات الإقليمية والدولية المتخصصة.
21. تمثيل سلطنة عمان في المؤتمرات والفعاليات والاجتماعات الإقليمية والدولية المتعلقة باختصاصات الهيئة.
22. أي اختصاصات أخرى مقررة للهيئة بمقتضى القوانين والمراسيم السلطانية.